# Hønsestige (antennekabel)
En hønsestige - eller også kendt med de engelske termer twinlead-kabel, twin-lead-kabel eller ladderline-kabel - er et toleder fladkabel, der anvendes som en balanceret transmissionslinje til at formidle radiofrekvenssignaler (RF-signaler).
En hønsestige er konstrueret af to kordelte eller massive kobber eller kobberbelagte stålwire, hold i en præcis afstand af plastbånd (typisk polyetylen). Den ensartede afstand mellem de to metaltråde er vigtigt for kablets funktion som transmissionslinje; enhver afvigelse af afstanden vil ændrer den karakteristiske impedans, hvilket vil betyde uønsket reflekteret signal tilbage til kilden. Hønsestigens plast dækker og isolerer metaltrådene. Hønsestiges karakteristiske impedans er typisk 300 ohm, 400 ohm eller 450 ohm.
Den oprindelige hjemmelavede hønsestige havde to (isolerede) ledninger holdt i rette afstand af porcelænpinde og her kan ligheden med en hønsestige erkendes.
Hønsestiger kan også anvendes til at lave radioantenner af - typisk dipollignende radioantenner - eller en J-pole-antenne. Sådanne antenner kan fødes via en 300 ohms hønsestige eller ved at anvende 300-til-75-ohm balun og anvende koaksialkabel.